# Hydrangea paniculata
Hydrangea paniculata, або Гортензія волотиста (мітловидна) — це вид квіткової рослини родини Hydrangeaceae, що походить із південного та східного Китаю, Кореї, Японії та Сахаліну. Вперше його офіційно описав Філіп Франц фон Зібольд у 1829 році.

## Опис
Це листопадний кущ або невелике дерево, 1-5 м у висоту на 2,5 м широкі, що ростуть у рідколіссях або чагарниках у долинах або на схилах гір.
Листя широкоовальне, зубчасте, 7-15 см довго. Наприкінці літа він несе великі конічні волоті кремово-білих фертильних квітів разом із рожево-білими безплідними суцвіттями. Квітки можуть розкриватися блідо-зеленими, з часом стаючи білими, створюючи приємний ефект «двох тонів».

## Культивування

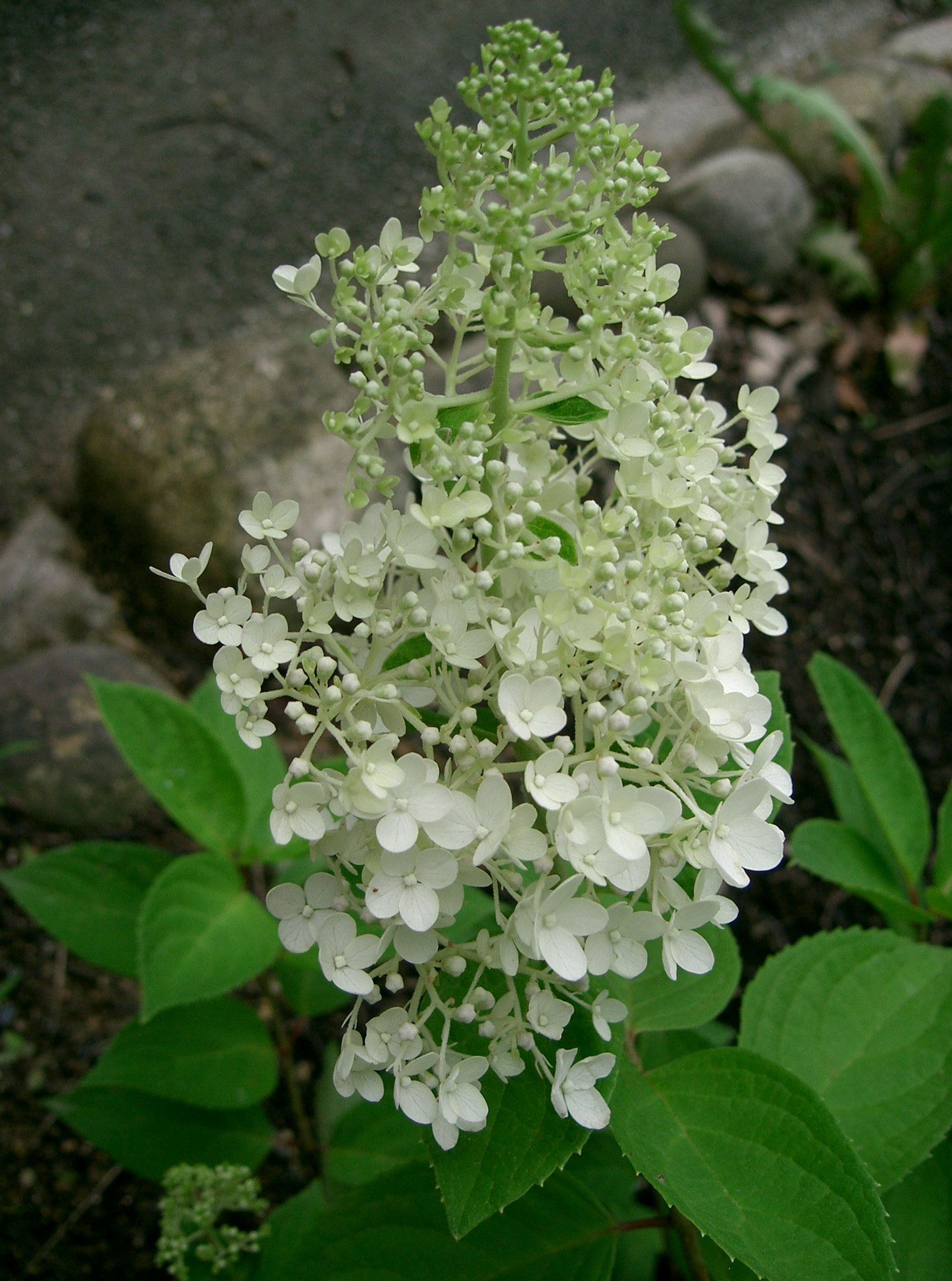
H. paniculata 'Grandiflora'

У культивуванні кущ обрізають навесні, щоб отримати більші квіткові головки.
Було розроблено численні сорти для декоративного використання, з яких наступні отримали нагороду Королівського садівничого товариства за заслуги в саду:
- «Біг Бен»[6]
- «Limelight» (PBR)[7]
- «Фантом»[8]
- Pink Diamond = 'Interhydia'[9]
- Pinky-Winky = 'Dvppinky' (PBR)[10]
- 'Silver Dollar'[11] (підходить для невеликих садів)

Сорти, позначені маркуванням (PBR), захищені правами селекціонерів від несанкціонованого розмноження.
Інші сорти включають:
- 'Praecox'[12], сорт особливо раннього цвітіння

## Використання
Hydrangea paniculata іноді курять як інтоксикант, попри небезпеку захворювання та/або смерті через ціанід  присутні у вигляді ціаногенних глікозидів.

## Етимологія
Латинська назва Hydrangea походить з грецького, що означає «посудина для води» через форму капсул.
Paniculata означає «з розгалуженими гроноподібними або цимозними суцвіттями», «з пучком», «волотисте» або «з волотями». Ця назва стосується квітів цього виду.